# La mujer del puerto (pel·lícula de 1991)
La mujer del puerto és una pel·lícula mexicana del 1991 dirigida per Arturo Ripstein amb guió de la seva esposa Paz Alicia Garciadiego basat en el conte Le port de Guy de Maupassant publicat el 1889. Fou projectada a la secció Un Certain Regard al 44è Festival Internacional de Cinema de Canes.

## Argument
Perla és una adolescent que ha estat prostituïda per la seva mare Tomasa i que malviu treballant com a ballarina en un cabaret alhora que bordell. Allí coneix "El Marro", un mariner que s'enamora d'ella. La seva mare intenta tallar de soca-rel aquesta relació, perquè sap que ambdós joves són germans.

## Repartiment
- Damián Alcázar - Marro
- Alejandro Parodi - Carmelo
- Juan Pastor - Simón
- Patricia Reyes Spíndola - Tomasa
- Evangelina Sosa - Perla
- Ernesto Yáñez - Eneas

## Producció
Es tracta d'una pel·lícula amb forta influència del cinema de Luis Buñuel, i que juntament amb La reina de la noche (1992) i Principio y fin (1993) forma una mena de trilogia de barriada, localitzada a les zones marginals de la Ciutat de Mèxic.

## Distribució
El setembre de 1991, la pel·lícula es va estrenar al Festival Internacional de Cinema de Toronto (11 de setembre) i al Festival de Cinema de Nova York (27 de setembre). Distribuïda internacionalment, la pel·lícula es va estrenar als cinemes francesos el 27 de març de 1996 a través de Colifilms Distribution; a Espanya, l'11 de juliol de 1996; a Argentina, el 14 de maig de 1998. El 26 de novembre de 1997 es va projectar la pel·lícula al Festival Internacional de Cinema de Tessalònica.